# Kevin Kaska
Kevin Kaska (* 1972 in Seattle, Washington) ist ein US-amerikanischer Komponist, Dirigent und Arrangeur. Bekannt wurde er vor allem durch Filmmusik-Orchestrierungen von Hans Zimmer, John Debney und anderen.

## Leben
In seiner Highschool-Zeit nahm Kaska Unterricht bei Vic Schoen, der als Komponist und Arrangeur u. a. für Irving Berlin, Bing Crosby und Bob Hope tätig war. Während seines Studiums der Filmkomposition am Berklee College of Music in Boston gründete er sein eigenes Jazz-Orchester. Seitdem komponierte und orchestrierte er viele Werke für namhafte Orchester wie das Saint Louis Symphony Orchestra, das London Symphony Orchestra, das Royal Scottish National Orchestra und das New Zealand Symphony Orchestra.

## Werke (Auszug)

### Filmmusik (Komponist)
- 2001: Bearing Witness: American Soldiers and the Holocaust
- 2003: Independent Lens (Fernsehserie, Folge 5x07 „Eroica“)
- 2005: Revenge of the Giant Mummy (The Fallen Ones, Fernsehfilm)
- 2007: Jump!

### Filmmusik (Orchestrierungen)
- 2006: Lucas, der Ameisenschreck (The Ant Bully)
- 2006: Der tierisch verrückte Bauernhof (Barnyard)
- 2007: Evan Allmächtig (Evan Almighty)
- 2008: Mensch, Dave! (Meet Dave)
- 2008: The Dark Knight
- 2008: Die Mumie: Das Grabmal des Drachenkaisers (The Mummy: Tomb of the Dragon Emperor)
- 2009: Illuminati (Angels & Demons)
- 2009: Transformers – Die Rache (Transformers: Revenge of the Fallen)

### Orchesterwerke
- A Long Way – Drei Lieder für Mezzosopran und Orchester
- Peacefield – Tone Poem für Streichorchester (2003)
- Song Without Words für Sopran und Streichorchester (2000)
- Harp Concerto (1999)
- Triple Concerto für Violine, Violoncello, Klavier und Orchester (2001)
- American Rhapsody No. 1 gewidmet John Williams (1999)
- American Rhapsody No. 2 (2004)
- Ballade für Horn (Euphonium) und Orchester (2005)
- Bearing Witness Suite für Violoncello und Orchester
- British Landscapes – A cinematic tone poem
- BSO 2000 Fanfare geschrieben für das Boston Symphony Orchestra Campaign (2000)
- Emerald Jubilee Panama City Centennial Celebration (2008)
- Festive Overture (2009)
- Francisco de Goya Overture (2000)
- Fraternal Journey For the Scottish Rite Freemasons of the Northern Jurisdiction, USA (2000)
- FX (Cinematic Episode for Orchestra) gewidmet Louis Stewart (2001)
- Golden Falcon Prelude an Egyptian Folk Tale
- Halls of Freedom (2002)
- Hymn of the Patriot for M.E.F. (2004)
- Knights of the Red Branch – Konzert für drei Harfen und Kammerorchester commissioned by the American Harp Society for their anual convention held in Philadelphia (2004)
- Majestic Journey für Euphonium und Orchester (2008)
- Prelude für Klavier und Kammerorchester gewidmet Louis Stewart (2002)
- The Wizard of Menlo Park An address on Thomas Edison to commemorate the 150th anniversary of his birth
- ‘Twas the Night Before Christmas für Erzähler und Orchester nach dem Gedicht von Clement Clarke Moore
- It’s Almost Time For Christmas The Festive Christmas Song für Chor und Orchester, Text Cliff Schorer

### Arrangements und Orchestrierungen
- Joy To the World für Chor, Orgel und Orchester, Musik Georg Friedrich Händel, Text Isaac Watts
- White Christmas As played by Jascha Heifetz für Violine und Orchester, Musik Irving Berlin